# Maquete eletrônica

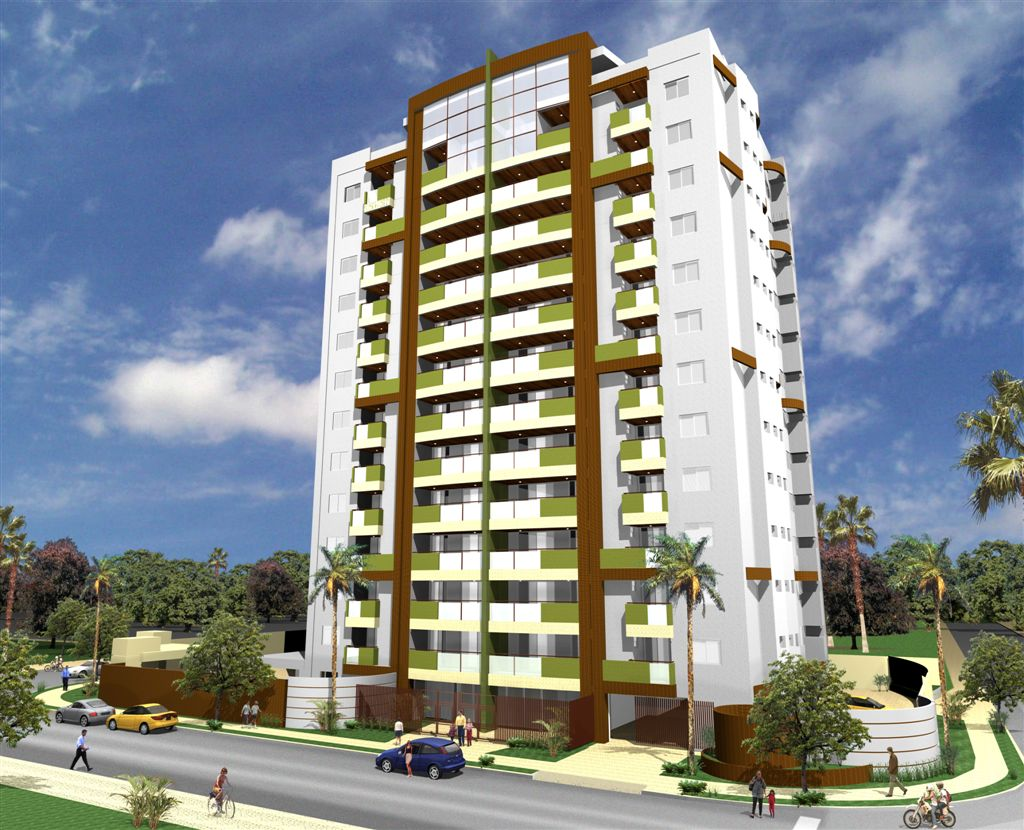
Exemplo de maquete eletrônica de um edifício

Uma maquete eletrônica (português brasileiro) ou maquete eletrónica (português europeu) também conhecida por maquete digital ou virtual, é a simulação volumétrica de um desenho industrial ou projeto arquitetônico/urbanístico produzido em ambiente gráfico-computacional, utilizando modelagem tridimensional. Geralmente é criada por arquitetos, projetistas, ou desenhistas utilizando um software de modelagem 3D. Apresenta níveis distintos de detalhamento, podendo ser meramente esquemática, detalhada ou foto-realística, caso o intuito seja alcançar um resultado mais artístico.

## Histórico e evolução
A evolução da simulação de formas e espaço arquitetônico em ambiente gráfico-computacional está diretamente relacionada a evolução equipamentos de hardware e aplicações (logiciários).
A maquete eletrônica é na verdade uma evolução das perspectivas à mão feitas em aquarela, nanquim ou aerógrafo. Com o avanço da tecnologia muitos artistas tiveram se adaptar à nova realidade imposta pelo mercado de trabalho. Nos últimos anos, com o "boom" imobiliário a maquete eletrônica ganhou notoriedade, se tornando umas das mais utilizadas armas de venda, valorizando os espaços oferecidos.Esta grande demanda fez com que surgisse muita oferta, que vai de artistas que trabalham em casa até empresas de grande porte.
Foram criadas feiras específicas para este público em todo o mundo. Até um concurso para os melhores do ramo foi criado, uma espécie de "Oscar" da computação gráfica, o "CG Architects Awards".

## Software Dedicado
Existem atualmente diversos aplicativos para geração destas maquetes.
- 3DS Max
- Maya
- ACIS
- Autocad
- Revit
- Blender
- Cinema 4D
- SketchUp
- Rhinoceros
- VectorWorks

## Prêmios
- «Architectural 3D Awards» (em inglês)